# True Love
True Love (з англ. «Справжня любов») — комп'ютерна гра у жанрі симулятора побачень з рольовими елементами, вироблена японською компанією Software House Parsley у 1995. У 1999 році вийшла англійська версія, видана Otaku Publishing. У 1997 році виходило продовження True Love: Select, неофіційно іменоване True Love 2. Дія сюжету другої частини ґрунтується на виборі, який гравець зробив у першій частині.
У грі є декілька дівчат, кожна з яких має свої інтереси і переваги, а гравець має декілька параметрів (розум, сила, краса, мистецтво), які він може розвивати (подібно іграм жанру RPG), щоб привернути увагу тієї чи іншої дівчини.

## Сюжет
Головний герой є учнем коледжу «Meiai College», який доучується там останній рік. Він поки ще не визначився, ким він стане після закінчення коледжу, і його вибір багато в чому залежить від того, яку дівчину він вибере. Він живе в окремій кімнаті 203 гуртожитки, і час від часу отримує гроші від батьків. Він може захоплюватися різними дівчатами і мати з ними близькі стосунки, але врешті він повинен вибрати єдину — справжню любов. У залежності від успіхів головного героя дівчина може прийняти визнання в любові, а може і відкинути його.

## Персонажі

### Головні
- Андзе (Anze) — ангел, що втратила свої крила, шукає їх в образі дівчини. Не зумівши знайти їх за відведений час, була перетворена на кішку.
- Аріса[1] Мійосі (Arisa Miyoshi) — молодша сестра Кадзухіко, любить грати на приставках, і гуляти по місту. А також дуже любить плавати, хоча й не дуже це вміє (з головним героєм познайомилася, будучи їм врятованої, коли мало не потонула заплив далеко від берега).
- Мікае Морікава (Mikae Morikawa) — друг дитинства головного героя, відносини з якою досить двозначні і гуляють між дружбою і тим, що дещо виходить за межі дружби. Часом ревнує до Ремі, Маюмі і до Міюкі.
- Маюмі Камідзьо (Mayumi Kamijo) — навчається в сусідньому класі. Багато уваги приділяє зовнішності — як своєї, так і хлопців, мріє стати фотомоделлю. Оскільки догляд за зовнішністю вимагає чимало грошей, таємно підробляє тим, що час від часу продає свою спідню білизну в спеціальний магазин, що продає фетишисти нижню білизну школярок, яке просякнуте потом.
- Місако Саяма (Misako Sayama) — вже доросла дівчина, яка закінчила школу. Любить гуляти по місту. Працює медсестрою і мріє стати справжнім лікарем.
- Міюкі Танака (Miyuki Tanaka) — однокласниця Мікі, дуже боязка скромна дівчина, захоплива живописом. У неї слабке здоров'я і іноді трапляються непритомність. З цієї причини вона уникає занять спортом, а основне її проведення часу — це сидіти на природі і малювати.
- Ремі Хімекава (Remi Himekawa), також Ремі-тян (Remi-chan) — дочка глави великої корпорації, відмінниця, віце-президент шкільної ради. Захоплюється старовинними середньовічними японськими танцями. Інше хобі — виготовлення красиво оформленого бенто, яке в її виконанні виглядає справжнім витвором мистецтва.
- Рьоко Сімадзакі (Ryoko Shimazaki) — дівчина, яка веде подвійне життя. В одній житті вона — приголомшливо красива співачка-суперзірка, а в другій у неї той же імідж, що і у героїні телесеріалу «Не родись вродливою». Її ставлення до життя — «полюби мене негарною, а красивою мене всякий полюбить», а оскільки її люблять, тільки коли вона на сцені, а в звичайному житті просто не помічають, то вона часом впадає в депресію і подумує про самогубство.
- Тіемі Фудзімото (Chiemi Fujimoto) — захоплюється спортом, мріє увійти в олімпійську збірну з плавання. Її часто можна побачити на пляжі, де вона посилено тренується у плаванні. Часом її відвідують яойні фантазії, в яких вона є хлопцем. У зв'язку з цим подобаються їй хлопцеві вона задає питання в дусі «чи подобаються тобі хлопчики» і «чи схожа я на хлопчика», але при цьому у відповідь на такі питання бажає чути, що вона схожа на дівчину, а не на хлопчика, і взагалі любить компліменти.
- Юмі Мацумія (Yumi Matsumiya), також міс Юмі — улюблена вчителька, яка дуже подобається головному героєві і яку він мріє побачити коханої і в сенсі наявності близьких відносин.

### Другорядні
- Кадзухіко (Kazuhiko) — друг головного героя, сестра Аріса кличе його Кат-тян (Kat-chan)
- Тосіо (Toshio) — шкільний ловелас, цікавиться Мікою
- Мікісакі (Mikisaki) — хлопець улюбленої вчительки, вчитель англійської мови
- Камео (Kameo) — президент шкільної ради, цікавиться Ремі
- Акане (Akane) — загадкова дівчина

### Боги
Кожен з богів приходить тільки один раз за гру.
- Бог Задоволень (God of Pleasure) — приходить уві сні після тривалого неробства і підвищує всі параметри
- Бог Комп'ютерних Ігор (God of Games) — приходить уві сні після гри в гру, написану Кадзухіко, і підвищує кілька параметрів
- Бог Освіти (God of Education) — приходить уві сні, якщо довго і старанно вчитися, підвищує параметр Scholarship
- Бог Краси (God of Beauty) — приходить уві сні, якщо постійно приділяти увагу своїй зовнішності, підвищує параметр Appearance
- Бог Мистецтва (God of Art) — приходить уві сні, якщо щодня малювати, підвищує параметр Art
- Бог Сили (God of Strength) — приходить уві сні, якщо щодня тренуватися, підвищує параметр Physical Strength